# Vacances payées (film, 1938, Cammage)
Pour plus de détails, voir Fiche technique et Distribution.
Vacances payées est un film français réalisé par Maurice Cammage, sorti en 1938.

## Fiche technique
- Titre original : Vacances payées
- Titres secondaires : Surveillez vos maris ! / Vive la Côte d'Azur ! / Paris-Côte d'Azur[1]
- Réalisation : Maurice Cammage
- Scénario : Georges Chaperot et Jean Rioux
- Photographie : Georges Clerc
- Musique : Casimir Oberfeld
- Producteurs : Maurice Baqué et Paul Guien
- Pays :  France
- Format :  Son mono  - Noir et blanc - 35 mm  - 1,37:1
- Genre : Comédie
- Durée : 75 minutes
- Dates de sortie :
  - France : 14 décembre 1938

## Distribution
- Frédéric Duvallès : Prosper, le comptable d'une maison de couture en vacances à Monte-Carlo sans sa femme
- Andrex : le chef des gangsters
- Christiane Delyne : Olga Pannery, une belle femme que Prosper rejoint à Monte-Carlo
- Suzanne Dehelly : Sabine, la femme de Prosper, chef du personnel de la maison de couture
- Léon Belières : Rambert
- Pierre Palau : Issoire
- Jacqueline Gauthier
- Georges Cahuzac
- Louis Florencie : Le contrôleur
- Lucien Gallas
- Rivers Cadet
- Georges Bever : Hector
- Philippe Janvier
- Pitouto : Un gangster
- Serjius : Un gangster
- Marcel Vallée : L'inspecteur de police